# Teofilândia
Teofilândia é um município brasileiro do estado da Bahia.

## História
Aproximadamente em 1723, devido a uma seca que atingiu a região, alguns vaqueiros da antiga fazenda chamada de Vargem de Baixo, de propriedade dos irmãos João Manoel e Manoel João da Silva, saíram em busca de água e alimento para o gado. Cansados, os vaqueiros pararam próximo a uma vereda (caminho estreito no meio da caatinga), e dormiram. Ao acordarem e não encontrarem o gado, seguiram seu rastro e descobriram um lajedo (afloramento rochoso), que em suas pequenas cavidades acumulava água, formando caldeirões ou tanques de pedras. Lá estavam não só os animais que eles pastoreavam, mas também outros, pastando e bebendo dos tanques. Ao retornarem à fazenda, avisaram aos patrões, que haviam encontrado um caldeirão, ou Tanque de Pedras.
Os irmãos João Manoel e Manoel João transformaram o lugar em mais uma fazenda, provocando o crescimento imediato do local. Muitos anos depois a fazenda foi aberta; José Santiago de Oliveira construiu a primeira casa e outras vieram em seguida. Com a chegada de mais moradores, o local passou a ser chamado de Arraial de Pedras. Em 1953 foi transformado em distrito com o nome de Itapiru, que pertencia a Serrinha. Alguns anos depois, foi elevado à categoria de cidade e denominado Teofilândia, em homenagem a um filho da localidade, o contador do Estado Joaquim Teófilo de Oliveira.

### Emancipação política
Teofilândia obteve sua emancipação política e administrativa em 23 de abril de 1962, através da Lei Estadual nº 1.685.

## Geografia
Sua população estimada em 2016 era de 23 319 habitantes.